# GWR Clase Castle
Las locomotoras GWR Clase Castle (también conocidas simplemente como 4073) son una serie de locomotoras de vapor del Great Western Railway, construidas entre 1923 y 1950. Fueron diseñadas por el ingeniero mecánico jefe del ferrocarril, Charles Collett, con el fin de remolcar los trenes de pasajeros expresos de la compañía. Podían alcanzar velocidades de hasta 100 millas por hora (160,9 km/h).

## Trasfondo
Los orígenes de este exitoso diseño se remontan a la Clase Star de 1907, que introdujo el diseño básico de 4 cilindros 4-6-0 con válvulas de largo recorrido y el fogón Belpaire, que se convertiría en una característica de las locomotoras de pasajeros expresas del Great Western Railway (GWR). La Clase Star fue diseñada para remolcar los mejores trenes expresos en el GWR, con 61 máquinas en servicio en 1914, pero después de la Primera Guerra Mundial se necesitaba un diseño mejorado. Para satisfacer esta necesidad, el Ingeniero Mecánico Jefe George Jackson Churchward tenía en mente un diseño de la Clase Star ampliada con una caldera estándar No.7, ya instalada en sus locomotoras exprés GWR Clase 4700 2-8-0. Sin embargo, esta combinación habría llevado la carga por eje por encima del límite de 20 toneladas establecido por los ingenieros civiles y, al final, la idea no resultó factible.

## Diseño
Charles Collett sucedió a Churchward como ingeniero mecánico jefe del GWR en 1922, e inmediatamente se dispuso a satisfacer la necesidad de un nuevo diseño de locomotora que complementaría a las Star y las reemplazaría en los expresos más pesados. La solución de Collett fue tomar el diseño básico de las Star con un bastidor alargado y agregar una caldera No.8 de nuevo diseño, que era más grande y ligera. La mayor cantidad de vapor producida permitió un aumento en el diámetro de los cilindros de 15 x 26 plg (381 x 660 mm) a 16 x 26 plg (406 x 660 mm). El bastidor extendido permitió una cabina con ventana lateral y un área de parrilla aumentada. El resultado fue un incremento en el esfuerzo de tracción a 31.625 lb, creándose una locomotora que se veía atractiva y bien proporcionada, mientras permanecía dentro del límite de las 20 toneladas por eje.

## Producción
A diferencia de la Clase Star, no se fabricó un prototipo. Collett confiaba lo suficiente en su diseño como para hacer un pedido a los Talleres de Swindon (Lote 224) de diez locomotoras en 1923, aunque se produjo un retraso de cuatro meses entre la aparición de la primera unidad en agosto de 1923 y la segunda en diciembre, para permitir la corrección de cualquier problema inicial. A partir de entonces, las ocho locomotoras restantes salieron a intervalos regulares hasta abril de 1924. Numeradas del 4073 al 4082, la serie de números continuaba ininterrumpida desde la Clase Star. Las últimas 12 locomotoras de la Clase Star, que se construyeron en 1922-1923, recibieron nombres de abadías situadas en el área occidental atendida por el GWR. Las nuevas locomotoras recibieron el nombre de castillos, también en el oeste, comenzando con la denominación de Caerphilly Castle.
Durante los veintisiete años transcurridos desde agosto de 1923 hasta agosto de 1950, se construyeron 155 nuevas locomotoras de la Clase Castle en los Talleres de Swindon, con dieciséis unidades que se convirtieron de otras clases. En febrero de 1952, dos locomotoras, la 4082 'Windsor Castle' y la 7013 'Bristol Castle', intercambiaron nombres y números: el 7013 se reemplazó por el 4082 para tirar del tren fúnebre de Jorge VI y los números nunca se volvieron a intercambiar. La máquina 4082 se retiró del servicio en 1964 como 7013, y la 7013 se retiró del servicio como 4082 en 1965.

### Nuevas construcciones
Las nuevas construcciones fueron las siguientes:
Great Western Railway
- Lote 224: Nos. 4073–4082, entregado de agosto de 1923 a abril de 1924.
- Lote 232: Nos. 4083–4092, entregado de mayo a agosto de 1925.
- Lote 234: Nos. 4093–4099 y 5000 a 5012, entregado de mayo de 1926 a julio de 1927.
- Lote 280: Nos. 5013–5022, entregado de junio a agosto de 1932.
- Lote 295: Nos. 5023–5032, entregado de junio a agosto de 1932.
- Lote 296: Nos. 5033–5042, entregado de mayo a julio de 1933.
- Lote 303: Nos. 5043–5067, entregado de marzo de 1936 a julio de 1937 (las numeradas 5043–5063 recibieron originalmente el nombre de Castle, pero se les cambió el nombre después de 1937 a Earl)
- Lote 310: Nos. 5068–5082, entregado de junio de 1938 a junio de 1939 (las numeradas 5069 y 5070 recibieron el nombre de Isambard Kingdom Brunel y Sir Daniel Gooch; en 1941, las numeradas 5071–5082 recibieron el nombre de aviones utilizados por la RAF)
- Lote 324: Nos. 5093–5097, entregado de junio a julio de 1939.
- Lote 357: Nos. 5098–5099 y 7000–7007, entregado de mayo a julio de 1946.

British Railways (Región oeste)
- Lote 367: Nos. 7008–7027, entregado de mayo de 1948 a agosto de 1949.
- Lote 375: Nos. 7028–7037, entregado de mayo de 1950 a agosto de 1950.

Estas locomotoras se construyeron con cambios mínimos en las dimensiones. Sin embargo, a partir de la número 5013 "Abergavenny Castle", se produjo una alteración en la forma de la carcasa frontal sobre los cilindros interiores, y a partir de la locomotora número 5043 "Earl of Mount Edgcumbe" se instaló una chimenea más corta. Las máquinas construidas antes de 1926 estaban equipadas con un ténder con 3500 impgal (15 911,3 L) de capacidad pero, a partir de entonces 4000 impgal (18 184,4 L) se convirtió en el estándar de la clase.

### Reconstrucciones
Entre enero y septiembre de 1924, la única locomotora del Great Western 4-6-2, la No.111 The Great Bear, fue reconstruida como un ejemplar más de la Clase Castle, aunque solamente "la parte frontal original y las placas de matrícula se usaron nuevamente, pero probablemente poco más". La nueva locomotora pasó a llamarse Viscount Churchill, y prestó servicio hasta su retirada en julio de 1953.
En abril de 1925, la locomotora de la Clase Star N.º 4009 "Shooting Star" también se reconstruyó como una Castle, ampliando los bastidores y colocando una nueva caldera y cabina de la clase Castle. Fue renumerada y renombrada como 100 A1 "Lloyds", y se retiró del servicio en 1950.
En octubre de 1925, una segunda máquina de la Clase Star, la N.º 4016 "The Somerset Light Infantry (Prince Albert's)", se convirtió de manera similar en una Castel, aunque en este caso conservó su nombre y número. En 1926 se llevaron a cabo otras dos conversiones de máquinas Star: las numeradas 4032 "Queen Alexandra" y 4037 "The South Wales Borderers" conservaron sus nombres y números de serie y siguieron en servicio hasta 1951 y 1962 respectivamente.
En noviembre de 1929, el prototipo de la Clase Star, la N.º 4000 "North Star" fue reconstruida como una Castle, y sería posteriormente retirada en 1957.
Entre 1937 y 1940, otros diez miembros de la 'serie Abbey' de la Clase Star (números 4063-4072) fueron reconstruidos como Castle dentro del lote 317. Se les asignaron nuevos números (5083 a 5092), pero conservaron sus nombres originales y fueron retirados entre 1958 y 1964.

## Publicidad y pruebas comparativas

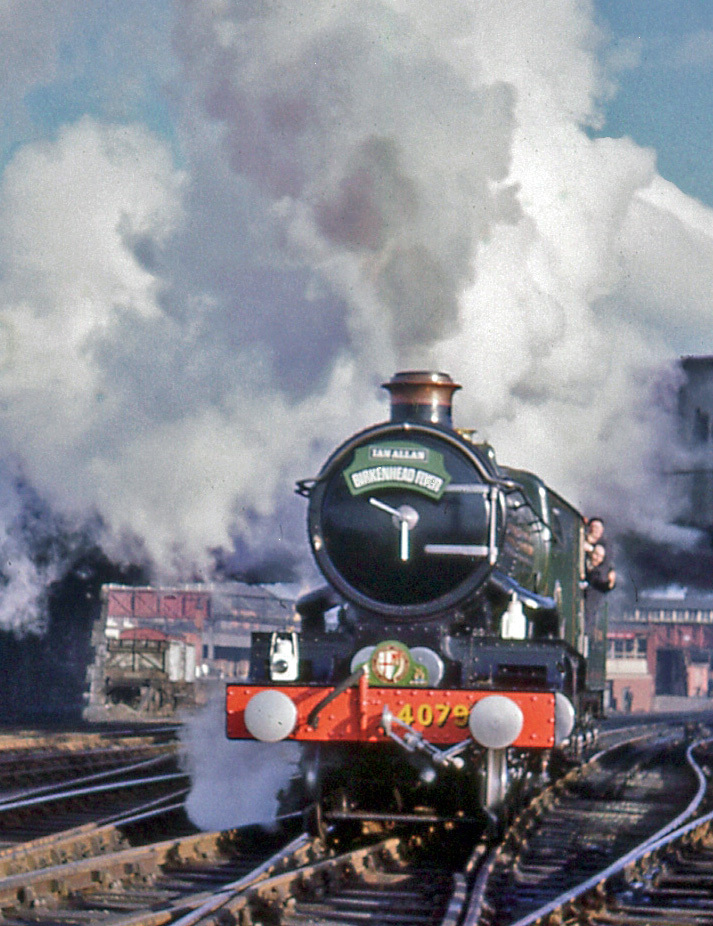
Locomotora 4079 Pendennis Castle en la Estación de Chester General en marzo de 1967

Cuando se presentaron, fueron anunciadas como las locomotoras para trenes expresos más potente de Gran Bretaña, siendo un 10% más potentes que las de la Clase Star. La primera, la N.º 4073 Caerphilly Castle, hizo su debut en la Estación de Paddington el 23 de agosto de 1923. La elección de la máquina 4082 como Windsor Castle resultó fortuita, ya que esta locomotora se usó para transportar el tren real cuando el rey Jorge V y la reina María visitaron los Talleres de Swindon en 1924, y se recibió mucha publicidad cuando se invitó al rey a conducir la locomotora desde la fábrica a la estación antes del viaje de regreso, con la Reina y varios directivos del GWR de alto rango también en la locomotora.

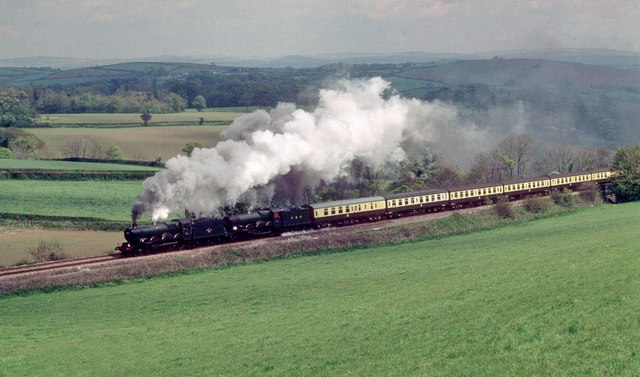
Locomotoras Clase Castle 5051 Earl Bathurst y 5029 Nunney Castle remontando la rampa de acceso a la Estación de Saint Germains

Durante 1924, la locomotora 4073 "Caerphilly Castle" se mostró en la Exhibición del Imperio Británico de Wembley, junto con la "Flying Scotsman" de Nigel Gresley. El Great Western declaró que su máquina era más potente que la locomotora más grande de su rival (el LNER), pero solo en términos de esfuerzo de tracción tenía derecho a hacerlo. Como resultado de esta rivalidad, el Gerente General del GWR, Sir Felix Pole, le propuso al Gerente General del Área Sur del LNER, Alexander Wilson, que se llevara a cabo una prueba de los dos tipos a través de un acuerdo de intercambio. Las pruebas resultantes comenzaron en abril de 1925, con la locomotora 4079 Pendennis Castle en representación del GWR en la Línea Principal de la Costa Este, y la 4474 "Victor Wild" en representación del LNER en las vías del GWR. En la primera mañana, la "Pendennis Castle" iba a trabajar con un tren de 480 toneladas desde King's Cross a Doncaster, y los agentes del LNER esperaban que la locomotora más pequeña y liviana encontraría problemas para remontar la rampa de Holloway. Sin embargo, el escritor ferroviario Cecil J. Allen registró que la locomotora del GWR realizó un arranque más rápido de King's Cross a Finsbury Park que cualquier máquina Pacific del LNER hasta ese momento, y durante la prueba la "Pendennis Castle" se mantuvo dentro del tiempo programado y usó menos carbón, tocando considerablemente el orgullo del LNER. Por su parte, la "Victor Wild" del LNER se comparó en el "Cornish Riviera Express" con la máquina 4074 "Caldicot Castle" y, aunque mantuvo el tiempo, la distancia entre ejes más larga de la Pacific resultó inadecuada para las numerosas curvas de la ruta. Nuevamente, el GWR se llevó los honores con la "Caldicot Castle" quemando menos combustible y siempre con tiempos menores, lo que se ilustra en los últimos dos días de la prueba al ganar 15 minutos en el cronograma en ambas direcciones.
En 1926, la locomotora número 5000 "Launceston Castle" se prestó al Ferrocarril de Londres, Midland & Escocés (LMS), donde realizó pruebas entre Londres y Carlisle. La máquina cumplió tan bien con los requisitos del LMS, que este último primero solicitó al GWR que construyera un lote de máquinas Castle para usarlas en la Línea Principal de la Costa Oeste y, en su defecto, un juego completo de planos de construcción. Ambas propuestas fueron rechazadas por la Junta Directiva del GWR. El LMS finalmente logró obtener acceso al diseño, al contratar a William Stanier, el Gerente de Talleres del GWR en Swindon, para convertirse en el ingeniero mecánico jefe de su nueva compañía.
En 1935, la atención se centró en la racionalización de las locomotoras, particularmente con la introducción de las LNER A4, y el GWR pensó que podrían obtener una amplia publicidad en este campo. Se pasaron instrucciones a los Talleres de Swindon con el fin de seleccionar una locomotora adecuada y, mientras se preparaba la 5005 "Manorbier Castle" para la prueba, se le introdujeron ciertos añadidos para racionalizarla. La colocación de chapas de acero deflectoras laterales en un intento por suavizar el flujo de aire se ha descrito como una improvisación, y ciertamente carecía de la elegancia del diseño de la A4 o de la sensación de potencia asociada con las máquinas aerodinámicas LMS Clase Coronation introducidas dos años después. Una vez que se introdujeron las adiciones, se llevó a cabo una prueba de funcionamiento entre Bristol y Swindon durante la que la locomotora "Manorbier Castle" alcanzó una velocidad de 100 mph, pero el experimento no tuvo ningún efecto duradero en el diseño de las locomotoras del GWR, y no fueron frecuentes las máquinas posteriores con deflectores aerodinámicos.

## Rendimiento
Las locomotoras de la Clase Castle eran adecuadas para manejar una amplia gama de cargas, excepto las más pesadas, que se confiaron a las potentes máquinas de la Clase King, un desarrollo de las Castle con una caldera aún más grande y ruedas más pequeñas (de 6 pies 6 pulgadas (1981 mm) de diámetro) tanto para aumentar el esfuerzo de tracción como para soportar con holgura la carga máxima por eje.
La Clase Castle se destacó por su excelente desempeño en general, y en particular en el Cheltenham Flyer durante la década de 1930. Por ejemplo, el 6 de junio de 1932, el tren, remolcado por la locomotora 5006 Tregenna Castle, cubrió las 77.25 millas desde Swindon a Paddington, a una velocidad media de 81,68 millas por hora de arranque a parada (124,3 km a una velocidad media de 131,4 km/h). Este récord mundial de tracción a vapor fue ampliamente considerado como una hazaña asombrosa.

## Modificación posterior

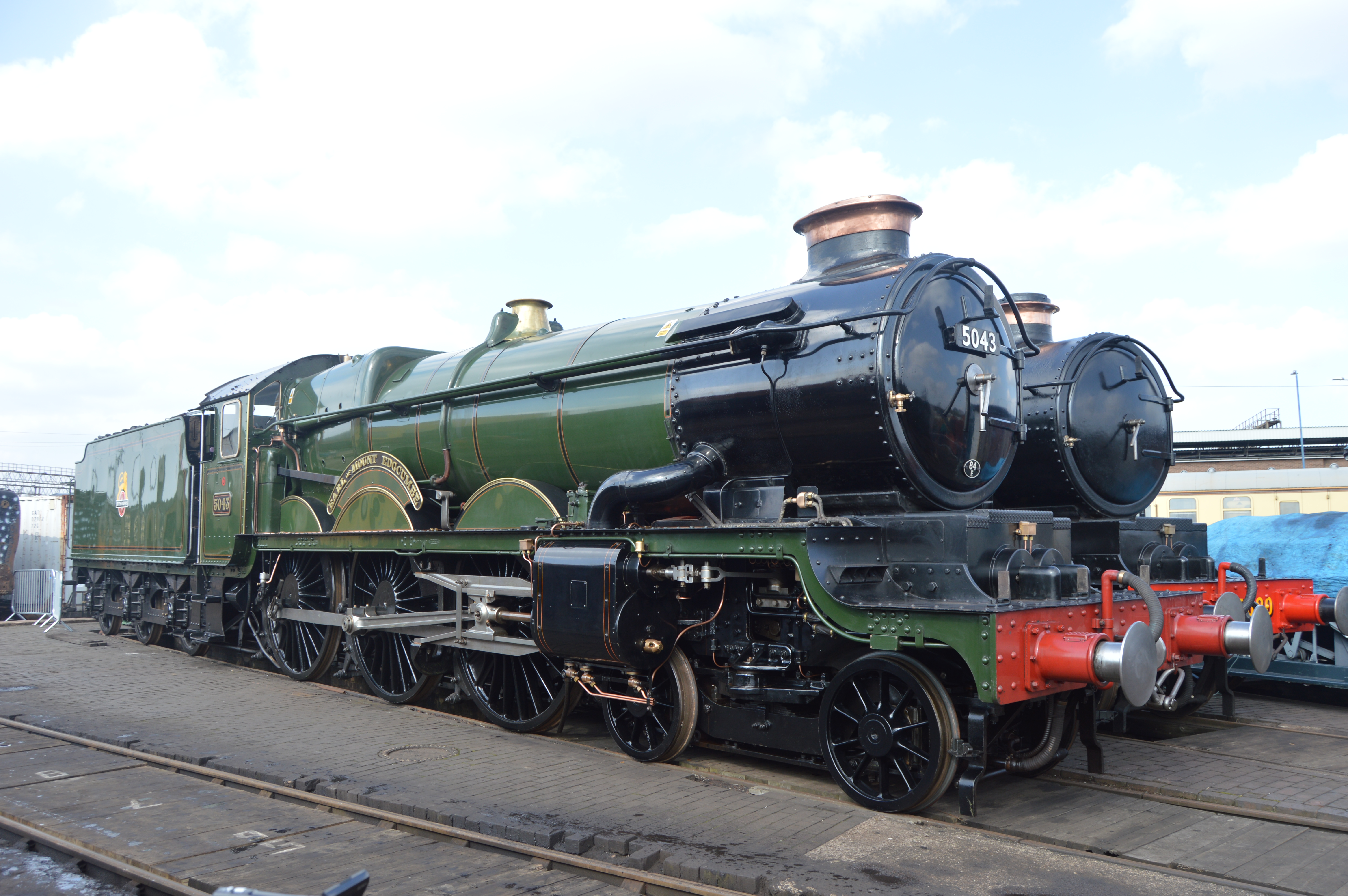
Locomotora 5043 Earl of Mount Edgcumbe es una de las dos Castle conservadas equipadas con una chimenea doble

En 1946, Frederick Hawksworth, el sucesor de Collett, introdujo un mayor grado de sobrecalentamiento en la caldera de las Castle, lo que resultó en una mayor economía en el consumo de agua. A partir de 1956, la instalación de una chimenea doble en algunas máquinas seleccionadas, combinada con sobrecalentadores más grandes, mejoró aún más su capacidad para obtener un rendimiento sostenido a alta velocidad. La velocidad más rápida registrada de una máquina de la Clase Castle fue de 102 millas por hora (164,2 km/h) alcanzada por la máquina 7018 "Drysllwyn Castle" en Little Somerford en abril de 1958, mientras transportaba el tren "The Bristolian" desde Bristol a Londres. El recorrido sin paradas de más de 117,6 millas (189,3 km) requirió 93 minutos y 50 segundos, con una velocidad promedio de más de 75 millas por hora (120,7 km/h).

### Fuelización
Entre 1946 y 1948, cinco máquinas (100A1, 5039, 5079, 5083 y 5091) se adaptaron para emplear petróleo, pero pronto se restituyeron a su estado original para seguir quemando carbón (once máquinas de la Clase Hall también se adaptaron temporalmente).

## Accidentes e incidentes
- El 30 de noviembre de 1948, un tren de pasajeros remolcado por la locomotora número 5022 Wigmore Castle rebasó indebidamente una señal y chocó con la locomotora 4150, que circulaba con su tren cerca de Lapworth.[14] Ocho pasajeros resultaron heridos.[15]
- El 12 de noviembre de 1958, un tren de carga sobrepasó las señales y descarriló en Highworth Junction, Swindon. La locomotora N.º 5009 Shrewsbury Castle, que transportaba un tren con la prensa, chocó con los restos del descarrilamiento.[16]

## Conexiones con la Casa Real
El 28 de abril de 1924, el rey Jorge V condujo la locomotora N.º 4082 "Windsor Castle" desde los Talleres de Swindon hasta la EStación de Swindon, acompañado por la reina María. A los costados de la cabina se colocaron placas conmemorativas del evento y a partir de entonces se la consideró una locomotora real. En el funeral de estado del 28 de enero de 1936, se eligió la locomotora "Windsor Castle" para transportar el tren fúnebre desde la Estación de Paddington en Londres hasta Windsor & Eton. Fue precedido a intervalos de diez minutos por otros seis trenes remolcados por locomotoras de la Clase Castle, que transportaban a miembros de familias reales y a otros dignatarios.
Se solicitó la misma locomotora para el funeral del rey Jorge VI en febrero de 1952. Sin embargo, la "Windsor Castle" estaba siendo reparada en Swindon, por lo que el número, la placa de identificación y las placas conmemorativas se intercambiaron con la máquina N.º 7013 "Bristol Castle" para el evento. Los nombres y números se conservaron posteriormente con sus nuevas locomotoras, pero se devolvieron las placas conmemorativas. La número 7013 (originalmente 4082) se dio de baja en septiembre de 1964, mientras que la número 4082 (originalmente la 7013) siguió en servicio hasta febrero de 1965.

## Retirada
La desaparición de las locomotoras de vapor comenzó en la década de 1950, con las primeras 100 máquinas A1 de la Clase Lloyd retiradas a Old Oak Common en marzo de 1950. La primera Castle de "nueva construcción", la número 4091 "Dudley Castle", fue retirada a Old Oak Common casi nueve años después, en enero de 1959.
El kilometraje más bajo de una Castle fueron las 580.346 millas recorridas por la 7035 "Ogmore Castle" entre agosto de 1950 y junio de 1964; el millaje más alto de cualquier locomotora de la Clase de Castle fue recorrido por la 4080 "Powderham Castle", que totalizó 1.974.461 millas en 40 años y 5 meses.
Las últimas tres Castle que se retiraron se asignaron al depósito de Gloucester, con la 5042 "Winchester Castle" y la 7022 "Hereford Castle" retiradas en junio de 1965. La última en ser retirada fue la 7029 "Clun Castle" en diciembre de 1965, que remolcó el último tren de vapor que salió de Paddington el 27 de noviembre de 1965.
| Año  | Número en servicio a comienzo de año | Unidades retiradas | Total retirado | Números de locomotoras | Notas                                     |
| ---- | ------------------------------------ | ------------------ | -------------- | --- | ----------------------------------------- |
| 1950 | 171                                  | 1                  | 1              | 100A1 |                                           |
| 1951 | 170                                  | 2                  | 3              | 4016/32 |                                           |
| 1953 | 168                                  | 1                  | 4              | 111 |                                           |
| 1957 | 167                                  | 1                  | 5              | 4000 |                                           |
| 1958 | 166                                  | 1                  | 6              | 5086 |                                           |
| 1959 | 165                                  | 3                  | 9              | 4091, 5010/83 |                                           |
| 1960 | 162                                  | 7                  | 16             | 4073/84/97, 5005/09/28/79 | 4073 preservada                           |
| 1961 | 155                                  | 4                  | 20             | 4037/75/83/92 |                                           |
| 1962 | 151                                  | 54                 | 74             | 4077–78/85–86/94–95/99, 5003–04/06–08/11–13/16–17/19–21/24/27/30/32–36/44–48/52–53/59, 5061/62/64/66–69/72/75/77–78/82/84/88/90/94–95, 7016             |                                           |
| 1963 | 97                                   | 49                 | 123            | 4074/76/81/87/90/96/98, 5001/15/22–23/25/29/31/38/40–41/43/49–51/58/60/65/71/80–81/87/92–93/97/99, 7000–01/06–07/09/15/17–18/20–21/27–28/30–31/33/36–37 | 5029, 5043, 5051, 5080 & 7027 preservadas |
| 1964 | 48                                   | 36                 | 159            | 4079–80/82/88–89/93, 5000/02/18/26/37/39/54–57/70/73–74/76/85/89/91/96/98, 7002–05/08/10/12/19/25–26/32                                                 | 4079 preservada                           |
| 1965 | 12                                   | 12                 | 171            | 5014/42/63, 7011/13–14/22–24/29/34–35. | 7029 preservada                           |

## Lista de locomotoras
Véase Anexo:Locomotoras GWR Clase 4073.

## Preservación

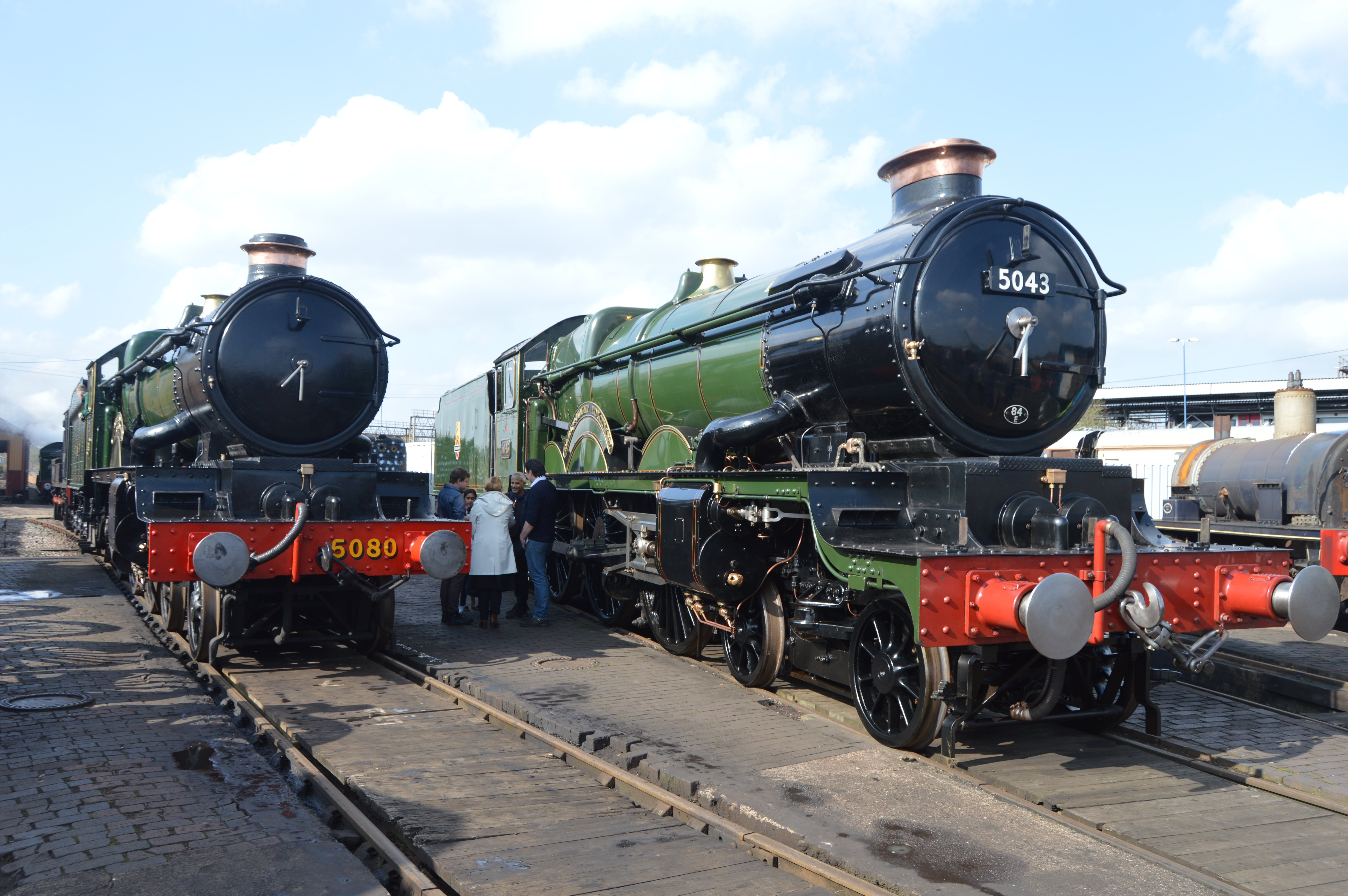
5043 Earl of Mount Edgcumbe y 5080 "Defiant" en los Talleres de Locomotoras de Tyseley

El 4 de marzo de 1967, las máquinas numeradas números 7029 "Clun Castle" y 4079 "Pendennis Castle" transportaron trenes especiales desde Banbury y Oxford respectivamente a Chester, para conmemorar el final de los trenes directos entre Paddington y Birkenhead. Estas dos máquinas y otras seis unidades de la Clase Castle han sido objeto de conservación.
De las ocho Castle a conservar, seis han funcionado después de su baja oficial. Se compraron tres máquinas a BR para su conservación (4073, 4079 y 7029) y las cinco restantes se rescataron del desguace de Barry Scrapyard. Todas las locomotoras que han operado lo han hecho fuera de una línea principal: núms. 4079 "Pendennis Castle", 5029 "Nunney Castle", 5043 "Earl of Mount Edgcumbe", 5051 "Earl Bathurst", 5080 "Defiant" y 7029 "Clun Castle".
La N.º 4073 "Caerphilly Castle" se entregó directamente a la Colección Nacional en el momento de su retirada, y no se ha puesto en marcha desde entonces (actualmente se puede encontrar en Museo del Great Western Railway en Swindon). La N.º 7027 "Thornbury Castle" estaba en proceso de restauración. En julio de 2016, Pete Waterman se la vendió a la empresa de transporte de Somerset JJP Holdings SW y la transportó a Weston-super-Mare en un tráiler, donde se colocó en una vía temporal en la estación de autobuses de Crosville Motor Services. En el verano de 2018, se trasladó por un breve tiempo a los Talleres de Locomotoras de Tyseley en Birmingham, para hacer una aparición en su fin de semana abierto antes de mudarse a su hogar previsto en el Ferrocarril del Oeste de Somerset, donde se iba a restaurar. Ahora está ubicada en el Gran Ferrocarril Central en Loughborough, donde se estaba continuando su restauración. Sin embargo, 7027 no se restaurará a los estándares de la línea principal, ya que su propietario actual tiene la intención de que la máquina opere primero en el GCR antes de considerar su futura certificación para una línea principal.
Dos de las ocho Castle conservadas, las numeradas 5043 "Earl of Mount Edgcumbe" y 7029 "Clun Castle", están equipados con chimeneas dobles, mientras que las seis restantes aún tienen la chimenea original.
La 4079 fue comprada por sir William McAlpine y realizó una pequeña cantidad de viajes por la línea principal en sus primeros años de restauración, antes de ser vendida a Hamersley Iron en la región de Pilbara de Australia Occidental, siendo exportada en 1977. En 1989 fue trasladada por carretera a Perth donde una réplica de la 4472 Flying Scotsman opera hasta Esperance. En 2000 fue donada por el Grupo Río Tinto a la Great Western Society, siendo restaurada a su estado operativo en el Centro del Ferrocarril de Didcot en 2021.
En 2019, solo la máquina número 7029 está operativa y tiene un certificado válido para una línea principal. Cuatro máquinas estaban en proceso de reacondicionamiento/restauración, con dos en proceso de ser habilitadas para operar en una línea principal. La 5043 y la 5080 están destinadas a operar como parte del grupo de máquinas certificadas de la línea principal de Tyseley junto con una máquina de la Clase 7029. La 4079 se planeó originalmente para operar en la línea principal tras completar su revisión en curso, pero un anuncio posterior de Didcot (donde tienen la intención de dejar de operar en la línea principal) significa que solo funcionará en los ferrocarriles patrimoniales. La 7027 al finalizar su restauración solo operará en ferrocarriles patrimoniales. Por último, la 5029 se debía presentar a una futura revisión estándar para poder operar en una línea principal.
Nota: En el caso de máquinas con la denominación modificada, los nombres actuales están marcados en negrita.
| Imagen | Número | Nombre                                  | Construida      | Renombrada         | Retirada          | Chimenea instalada | Equipada con ténder | Propietario                         | Librea                                             | Base                               | Estado actual | Certificado de línea principal |
| ------ | ------ | --------------------------------------- | --------------- | ------------------ | ----------------- | ------------------ | ------------------- | ----------------------------------- | -------------------------------------------------- | ---------------------------------- | --- | ------------------------------ |
|        | 4073   | Caerphilly Castle                       | agosto de 1923  | –                  | mayo de 1960      | Sencilla           | Churchward          | Museo del Ferrocarril Nacional      | GWR forrado en verde, letras Great Western         | Museo del Great Western Railway    | En exposición estática | No                             |
|        | 4079   | Pendennis Castle                        | febrero de 1924 | –                  | mayo de 1964      | Sencilla           | Collett             | Great Western Society               | GWR forrado en verde, letras Great Western         | Centro del Ferrocarril de Didcot   | Certificado de caldera en funcionamiento 2021-2031 | No                             |
|        | 5029   | Nunney Castle                           | mayo de 1934    | –                  | diciembre de 1963 | Sencilla           | Collett             | Jeremy Hosking                      | BR rayada en verde, TBC (al finalizar)             | Crewe Diesel TMD                   | En revisión | No, para obtener certificado   |
|        | 5043   | Earl of Mount Edgcumbe (Barbury Castle) | marzo de 1936   | septiembre de 1937 | diciembre de 1963 | Doble              | Hawksworth          | Museo del Ferrocarril de Birmingham | BR rayado en verde, emblema antiguo (al finalizar) | Talleres de Locomotoras de Tyseley | En revisión estándar para la línea principal. | No, para obtener certificado   |
|        | 5051   | Earl Bathurst (Drysllwyn Castle)        | mayo de 1936    | agosto de 1937     | mayo de 1963      | Sencilla           | Collett             | Great Western Society               | GWR rayado en verde, letras Great Western          | Centro del Ferrocarril de Didcot   | En exhibición estática | No                             |
|        | 5080   | Defiant (Ogmore Castle)                 | mayo de 1939    | enero de 1941      | abril de 1963     | Sencilla           | Collett             | Museo del Ferrocarril de Birmingham | GWR rayado en verde, letras del GW (al finalizar)  | Talleres de Locomotoras de Tyseley | En revisión estándar para la línea principal. | No, para ser certificado       |
|        | 7027   | Thornbury Castle                        | agosto de 1949  | –                  | diciembre de 1963 | Sencilla           | Hawksworth          | Great Western Society (Grupo 4709)  | BR rayado en verde, TBC (al finalizar)             | Gran Ferrocarril Central           | Inicialmente en proceso de restauración, pero ahora vendida al Grupo 4709, que tiene la intención de utilizar la caldera en su proyecto para recrear una GWR Clase 4700. | No                             |
|        | 7029   | Clun Castle                             | mayo de 1950    | –                  | diciembre de 1965 | Doble              | Collett             | Museo del Ferrocarril de Birmingham | BR rayado verde, emblema antiguo                   | Talleres de Locomotoras de Tyseley | Operativa, certificado de caldera 2017-2027 | Sí (2019-2026)                 |

## Modelismo
Hornby Railways fabrica un modelo de la 4073 en escala OO. La marca Hornby Dublo, entonces propiedad de Meccano Ltd, también construyó un modelo de la "Bristol Castle" (lanzado en 1957) para su sistema de tres rieles y de la "Cardiff Castle" para el sistema de dos rieles dos años después. Wrenn continuó con el modelo de Hornby Dublo cuando se hicieron cargo de la gama. Airfix/GMR (y luego Dapol) también produjeron un modelo OO; Tri-ang lanzó un modelo de ancho TT; y Graham Farish (más tarde Bachmann) lanzó modelos de calibre N. Muchos ejemplos de prototipos diferentes han sido representados por varios fabricantes.